# Екюбланс (Фрібур)
Екюбланс (фр. Écublens) — громада  в Швейцарії в кантоні Фрібур, округ Глан.

## Географія
Громада розташована на відстані близько 65 км на південний захід від Берна, 34 км на південний захід від Фрібура.
Екюбланс має площу 4,9 км², з яких на 8,4% дозволяється будівництво (житлове та будівництво доріг), 65,4% використовуються в сільськогосподарських цілях, 24,1% зайнято лісами, 2,1% не є продуктивними (річки, льодовики або гори).

## Демографія
2019 року в громаді мешкало 335 осіб (+19,6% порівняно з 2010 роком), іноземців було 11%. Густота населення становила 69 осіб/км².
За віковим діапазоном населення розподілялося таким чином: 19,4% — особи молодші 20 років, 68,7% — особи у віці 20—64 років, 11,9% — особи у віці 65 років та старші. Було 132 помешкань (у середньому 2,5 особи в помешканні).
Із загальної кількості 77 працюючих 30 було зайнятих в первинному секторі, 9 — в обробній промисловості, 38 — в галузі послуг.